# Stade Marseillais Université Club
Le Stade Marseillais Université Club est un club omnisports français situé à Marseille. Le club compte environ 4 500 licenciés répartis dans 19 sections sportives. Il est adhérent de la Fédération française des clubs omnisports.

## Histoire
Le Stade Marseillais Université Club est né le 11 juin 1923 de la fusion de deux clubs: le Stade Marseillais et le Sports Marseillais Université Club. Fondé par Jean Sans, professeur d'éducation physique, le club est déclaré en préfecture le 21 juin 1923.

### Localisation
Au départ, le siège du SMUC se situe au Café de la Banque, dans le 6e arrondissement de Marseille. Il sera ensuite transféré sur la Canebière, dans les locaux de l'Association Générale des Étudiants Marseillais dont le SMUC deviendra la section sportive. C'est en 1965 que le club installera son secrétariat au stade Jean Bouin, dans le 8e arrondissement de Marseille.

### Palmarès
Au niveau des sports collectifs, le SMUC compte à son palmarès de nombreux titres dans différentes disciplines.
Le SMUC handball a été 5 fois Champion de France en 1965, 1967, 1969, 1975 et 1984. Il a aussi remporté la Coupe de France en 1976. L'équipe junior a été championne de France de sa catégorie en 1962. Chez les femmes, la section a été championne de France en 1967
Le SMUC basket-ball féminin a été champion de France en 1945.
Le SMUC basket-ball et le SMUC volley-ball ont évolué en championnat de France de leur discipline.

### Nombres de licenciés
| Année     | 1945 | 1973  | 1981  | 2009          | 2015  |
| --------- | ---- | ----- | ----- | ------------- | ----- |
| Licenciés | 592  | 2 056 | 2 228 | environ 5 000 | 5 899 |

### Présidents
| Période     | Président        |
| ----------- | ---------------- |
| 1923 - 1926 | Émile Solanes    |
| 1926 - 1928 | Dr Mothe         |
| 1928 - 1929 | Fernand Mosse    |
| 1929 - 1930 | Rodolphe Sorba   |
| 1930 - 1931 | Maurice David    |
| 1931 - 1950 | Henry Bergasse   |
| 1950 - 1951 | Pierre Allies    |
| 1951 - 1955 | Rodolphe Sorba   |
| 1955 - 1956 | Marc Aubert      |
| 1956 - ??   | Claude Delorme   |
| ?? - 2004   | Yvon Berland     |
| 2004 - 2011 | Michel Kasbarian |
| 2011 -      | Jean-Louis Moro  |

## Sections
Les premiers sports pratiqués au SMUC sont alors l'athlétisme, le rugby à XV et le football. Au cours de son histoire, le SMUC s'ouvrira à de nombreuses autres disciplines en créant de nouvelles sections dont certaines, telles que la natation, ont depuis disparu.
Il existe aujourd'hui 18 sections sportives, un centre sportif multi-activités organisant notamment des stages et des mercredis multisports à destination des enfants. Un pôle sport/santé a également été ouvert.

### Sections actuelles
| Section               | Date de création | Détails                            |
| --------------------- | ---------------- | ---------------------------------- |
| Basket-ball           | 1928 1932        | section masculine section féminine |
| Football              | 1923             |                                    |
| Handball              | 1941 1943        | section                            |
| Rugby à XV            | 1923 2000 (Fém.) |                                    |
| Volley-ball           | 1953             | section masculine                  |
| Athlétisme            | 1923             | section                            |
| Badminton             | 1997             |                                    |
| Boules                | 1965             |                                    |
| Boxe anglaise         | 1999             |                                    |
| Escalade              | 1997             |                                    |
| Gymnastique rythmique | 1996             |                                    |
| Judo                  | 1963             |                                    |
| Tennis                | 1958             |                                    |
| VTT                   | 2000             |                                    |
| Boxe thaï             | 2013             |                                    |
| Golf                  | 2016             |                                    |
| Floorball             | 2017             |                                    |
| Kendo                 | 2019             |                                    |

### Anciennes sections
| Section          | Date de création | Date de disparition |
| ---------------- | ---------------- | ------------------- |
| Natation         | 1933             | 1978                |
| Water-polo       | 1933             | 1978                |
| Karaté           | 1996             |                     |
| Escrime          |                  |                     |
| Hockey sur gazon |                  |                     |
| Ski              |                  |                     |
| Baseball         |                  |                     |
| Taekwondo        |                  |                     |
| Boomerang        |                  |                     |
| Handball à onze  | 1941             |                     |
| Danse            | 1995             |                     |

## Membres notables
- Athlétisme : Jean-Claude Arifon, Michèle Demys, Alberte de Campou, Claudie Cuvelier, Nathalie Froget, Hélène Fize
- Basket-ball : Jean-Baptiste Ré, Lois Grasshoff
- Basket-ball féminin : Jacqueline Biny
- Handball : Daniel Costantini, Jean Férignac, Bruno Martini, Michel Paolini, Jean Louis Rouit, Yves Roguinsky, Jacques Leone
- Football : Henri Biancheri, Steven Fortes, Romain Verron
- Rugby : Julien Delannoy, Florian Revert